# 谷口洋行
谷口 洋行（たにぐち ひろゆき、1975年5月29日 - ）は、日本のアクション俳優、スーツアクター。
身長176cm。趣味は自然農法、ヘンプの服集め。特技はアクション、殺陣、水泳。日本福祉教育専門学校出身。

## 略歴
24歳でアクション俳優を志し、ジャパンアクションクラブ31期生を経て、戦隊ヒーローショーのスーツアクターとしてデビュー。その後は数々の特撮番組に出演。福祉学校出身であること、菜園経験があることから2013年からはNHK「ストレッチマンV」、ストレッチマン グリーン役に抜擢される。顔出し俳優として初のテレビ番組レギュラーとなる。
スーツアクターとしては映画「いかレスラー」に関わって以降、河崎実監督作品に多く携わる。
格闘技好きであり古武術を習うほか、過去にプロレスラー・はやて主催のルチャサークルを受講している。映画「大怪獣モノ」では2人のプロレスラーと実際に戦い、アクションシーンは谷口しかできない「当て身特撮」と称された。
シアタープロレス花鳥風月を経てプロレスリングレフェリーとしても活躍中

## 出演作品

### 映画
- いかレスラー（2004年） - しゃこボクサー 役[5]
- コアラ課長（2006年）
- 日本以外全部沈没（2006年） - 怪獣 役
- 仮面ライダーシリーズ
  - 劇場版 仮面ライダーディケイド オールライダー対大ショッカー（2009年）
  - オーズ・電王・オールライダー レッツゴー仮面ライダー（2011年）
  - 仮面ライダー×仮面ライダー 鎧武&ウィザード 天下分け目の戦国MOVIE大合戦（2013年）
- スーパー戦隊シリーズ
  - ゴーカイジャー ゴセイジャー スーパー戦隊199ヒーロー大決戦（2011年）
  - 特命戦隊ゴーバスターズVS海賊戦隊ゴーカイジャー THE MOVIE（2013年）
- スーパーヒーロー大戦シリーズ
  - 仮面ライダー×スーパー戦隊 スーパーヒーロー大戦（2012年）
  - 仮面ライダー×スーパー戦隊×宇宙刑事 スーパーヒーロー大戦Z（2013年）
  - 平成ライダー対昭和ライダー 仮面ライダー大戦 feat.スーパー戦隊（2014年）
- 大怪獣モノ（2016年） - 大怪獣モノ 役[6]
- 三大怪獣グルメ（2020年）
- タヌキ社長（2022年5月）[7]
- 超伝合体ゴッドヒコザ（2022年8月）

### テレビ
- ウルトラシリーズ
  - ウルトラマンネクサス 第32話（2005年） - TLT隊員 役
  - ウルトラマンZ 第5話（2020年） - 人類学研究員 役
- きらきら研修医 第5話「Go Go! 皮膚科↑」（2007年）
- スマイル! 第3回「しせいの魔法」（2012年） - 背筋のび太郎 役
- ストレッチマンV（ファイブ）（2013年 - 2018年） - ストレッチマン グリーン 役[8]
- ワンワンパッコロ!キャラともワールド（2013年 - ） - ストレッチマン グリーン 役
- 侵略!ガルパンダZ（2016年） - レッドイカモン / レッドイカモン2号 役

### オリジナルビデオ
- 本家 電エース2005（2005年） - 電エースキラー 役
- 帰ってきた特命戦隊ゴーバスターズVS動物戦隊ゴーバスターズ（2013年）

### ウェブテレビ
- 妖侍　あやかしザムライ（2015年、YouTube） -  風のノロイ 役[9]

### 舞台
- 時のはざまのμ（ミュー） - ユライ 役
- 海の底からピアニシモ（2009年） - ゴウル 役
- 悪ノ娘〜凄艶のジェミニ〜（2010年）
- 汝知り初めし逢魔が刻に…（2010年） - 榊 役
- からくりサーカス〜からくり編〜（2012年） - パンタローネ 役
- からくりサーカス〜サーカス編〜（2012年） - パンタローネ 役
- 月光条例-月光編-（2014年） - ジン 役
- 月光条例-カグヤ編-（2015年） - 重撃のクウザン 役
- ウルトラヒーローズ THE LIVE アクロバトル クロニクル2015（2015年） - 神宮寺護 役
- ウルトラヒーローズ THE LIVE アクロバトル クロニクル2016（2016年）[10] - 神宮寺護 役
- 劇団前方公演墳「レプリカベロニカ　マークⅡ」（2017年6月14日 - 18日、小劇場B1）- 客演